# Воцарение дома Романовых (фильм)
«Воцарение дома Романовых» (другое название — «1613») — художественный фильм Василия Гончарова и Петра Чардынина. Включает в себя значительную часть незавершённой кинокартины «Жизнь за царя», которая снималась Гончаровым по мотивам одноимённой оперы М. И. Глинки.  

## Сюжет
Фильм состоит из ряда эпизодов, которые, по мнению его создателей, не являются разрозненными, а складываются в «цельный и связный сюжет»:
- 1610 год. Московские бояре заключают с гетманом Жолкевским договор об избрании польского королевича Владислава русским царём при условии, что тот примет православие.

- Посольство из Москвы во главе с ростовским митрополитом Филаретом и князем Василием Голицыным прибывает в стан короля Сигизмунда, который осаждает Смоленск. Главное условие договора вызывает у короля возражения. Кроме того, он и сам претендует на русский престол.

- Поляки вводят свои отряды в Москву.

- Патриарх Гермоген призывает народ к борьбе против захватчиков.

- Поляки бесчинствуют в Москве.

- Призывы Гермогена услышаны: организуется Первое народное ополчение, но его руководитель Прокопий Ляпунов становится жертвой убийства.

- Поляки заточают в тюрьму Гермогена.

- Вести о событиях в Москве доходят до Нижнего Новгорода. Кузьма Минин обращается к согражданам с призывом собрать средства для поддержки нового ополчения.

- 1612 год. Осада Китай-города. Оттеснённые польские отряды скрываются в Кремле. Вместе с ними — захваченные бояре, в том числе шестнадцатилетний Михаил Фёдорович Романов со своей матерью — инокиней Марфой.

- Начавшийся в Москве голод заставляет поляков выпустить бояр. Среди освобождённых — Михаил Федорович. Изнурённые голодом узники встречены Пожарским и другими именитыми людьми.

- Пожарский с народным ополчением занимает Кремль.

- 21 февраля 1613 года. Заседание Земского Собора. На царство избирается шестнадцатилетний Михаил Фёдорович Романов, который в эти дни находится в Ипатьевском монастыре Костромы.

- Поляки ищут юного царя, чтобы его убить, однако Ивану Сусанину удаётся расстроить планы неприятелей.

- Торжественный въезд нового царя в Москву.

## В ролях
| Актёр             | Роль                                      |
| ----------------- | ----------------------------------------- |
| Софья Гославская  | Михаил Фёдорович                          |
| Павел Кнорр       | Иван Сусанин (сцены в доме)               |
| Василий Степанов  | Иван Сусанин (сцены в лесу)               |
| Татьяна Шорникова | Антонида                                  |
| Лидия Триденская  | инокиня Марфа                             |
| Иван Мозжухин     | юродивый, витязь в свите князя Пожарского |
| Пётр Чардынин     | массовые сцены                            |

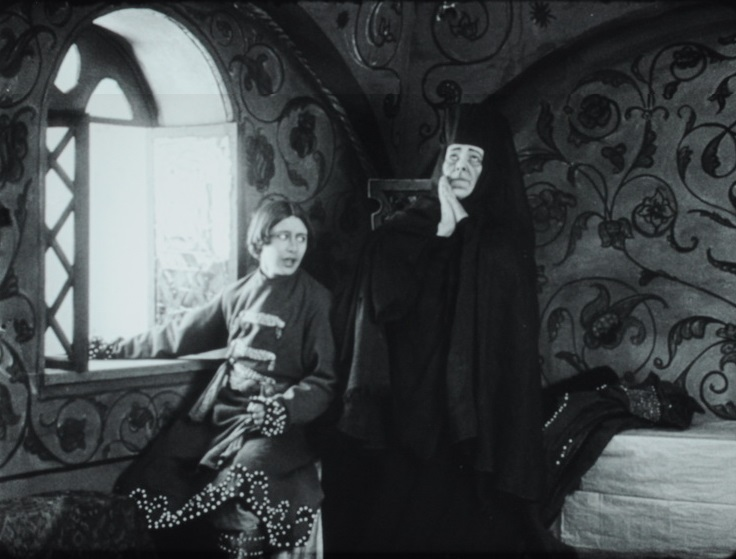
Михаил Фёдорович (Софья Гославская) и его мать (Лидия Триденская).

В массовых сценах задействованы артисты труппы Введенского народного дома.